# トリフェニルエチレン
トリフェニルエチレン(Triphenylethylene, TPE)は、単純な芳香族炭化水素であり、弱いエストロゲン活性を持つ。エストロゲン活性は、1937年に発見された。非ステロイド性エストロゲン類であるスチルベストロール類に分類され、より強いエストロゲンであるジエチルスチルベストロールを構造変化させることで得られる。
トリフェニルエチレンは、非ステロイド性エストロゲン受容体リガンドの親化合物である。これには、クロロトリアニセン、デスメチルクロロトリアニセン、エストロビン、M2613、トリフェニルブロモエチレン、トリフェニルクロロエチレン、トリフェニルヨードエチレン、トリフェニルメチルエチレン、また選択的エストロゲン受容体モジュレーターであるアフィモキシフェン、ブリラネストラント、ブロパレストロール、クロミフェン、クロミフェノキシド、ドロロキシフェン、エンドキシフェン、エスタクチル、フィスペミフェン、ナフォキシジン、オスペミフェン、パノミフェン、トレミフェンを含む。抗エストロゲン性エタモキシトリフェトールも密接に関連しているが、厳密にはトリフェニルエチレンの誘導体ではなく、トリフェニルエタノールの誘導体である。タモキシフェンの代謝物でアロマターゼ阻害剤のノレンドキシフェンもトリフェニルエチレンの誘導体である。エストロゲン活性に加え、タモキシフェンやクロミフェン等のいくつかの誘導体はプロテインキナーゼCの阻害剤としても働く。